# Ålborg Bugt, Randers Fjord og Mariager Fjord
Ålborg Bugt, Randers Fjord og Mariager Fjord este o arie protejată (arie specială de conservare — SAC, sit de importanță comunitară — SCI) din Danemarca întinsă pe o suprafață de 68.583 ha, integral pe uscat.

## Localizare
Centrul sitului Ålborg Bugt, Randers Fjord og Mariager Fjord este situat la coordonatele 56°51′44″N 10°20′25″E / 56.862222°N 10.340278°E.

## Înființare
Situl Ålborg Bugt, Randers Fjord og Mariager Fjord a fost declarat sit de importanță comunitară în mai 1998 pentru a proteja 1 specie de plante și 8 specii de animale. Situl a fost protejat și ca arie specială de conservare în decembrie 2011.

## Biodiversitate
Situată în ecoregiunile continentală și marină Atlantică, aria protejată conține 35 de habitate naturale: Lacuri și iazuri distrofice naturale, Golfuri mici largi și golfuri puțin adânci, Păduri de fag Luzulo-Fagetum, Păduri de fag Asperulo-Fagetum, Păduri de stejar sau de stejar și carpen sub-atlantice și medio-europene de Carpinion betuli, Păduri aluvionare cu Alnus glutinosa și Fraxinus excelsior (Alno-Padion, Alnion incanae, Salicion albae), Dune de coastă cu Juniperus spp., Formațiuni de Juniperus communis pe lande sau pajiști calcaroase, Salicornia și alte specii anuale care populează regiunile mlăștinoase și nisipoase, Estuare, Dune mobile cu vegetație embrionară, Dune de coastă fixe cu vegetație erbacee („dune gri”), Dune cu Salix repens ssp. argentea (Salicion arenariae), Dune mobile de-a lungul țărmului cu Ammophila arenaria („dune albe”), Pajiști uscate seminaturale și facies de acoperire cu tufișuri pe substraturi calcaroase (Festuco-Brometalia) (* situri importante pentru orhidee), Dune fixe decalcificate cu Empetrum nigrum, Depresiuni intradunale umede, Ape puternic oligomezotrofe cu vegetație bentonică cu Chara spp., Lagune de coastă, Lacuri eutrofice naturale cu vegetație de tip Magnopotamion sau Hydrocharition, Recifuri, Mlaștini alcaline, Bancuri de nisip acoperite în permanență slab de apă marină, Mlaștini împădurite, Dune împădurite din regiunile atlantică, continentală și boreală, Păduri acidofile de stejar bătrân cu Quercus robur pe câmpii nisipoase, Pășuni atlantice udate de apa mării (Glauco-Puccinellietalia maritimae), Vegetație anuală la limita mareei, Formațiuni ierboase bogate în specii de Nardus, dezvoltate pe substraturi silicioase în zone montane (și în zone submontane, în Europa continentală), Pajiști cu Molinia pe soluri calcaroase, turboase sau argilos-nămoloase (Molinion caeruleae), Pajiști uscate europene, Pajiști calcaroase din nisipuri xerice, Terase mlăștinoase și terase nisipoase neacoperite de apă la reflux, Pajiștile Spartina (Spartinion maritimae), Cursuri de apă de la nivel de câmpie la nivel montan, cu vegetație Ranunculion fluitantis și Callitricho-Batrachion.
La baza desemnării sitului se află mai multe specii protejate:
- plante (1): moșișoare (Liparis loeselii)
- mamifere (4): Halichoerus grypus, vidră de râu (Lutra lutra), focă obișnuită (Phoca vitulina), marsuin (Phocoena phocoena)
- pești (4): Alosa alosa, Alosa fallax, Lampetra fluviatilis, Petromyzon marinus